# LaSexta
La Sexta (phát âm tiếng Tây Ban Nha: [la ˈseɣsta]; trước đây là Beca TV) là kênh truyền hình tư nhân Tây Ban Nha thuộc sở hữu công ty truyền thông Atresmedia.